# Serie Entwicklung

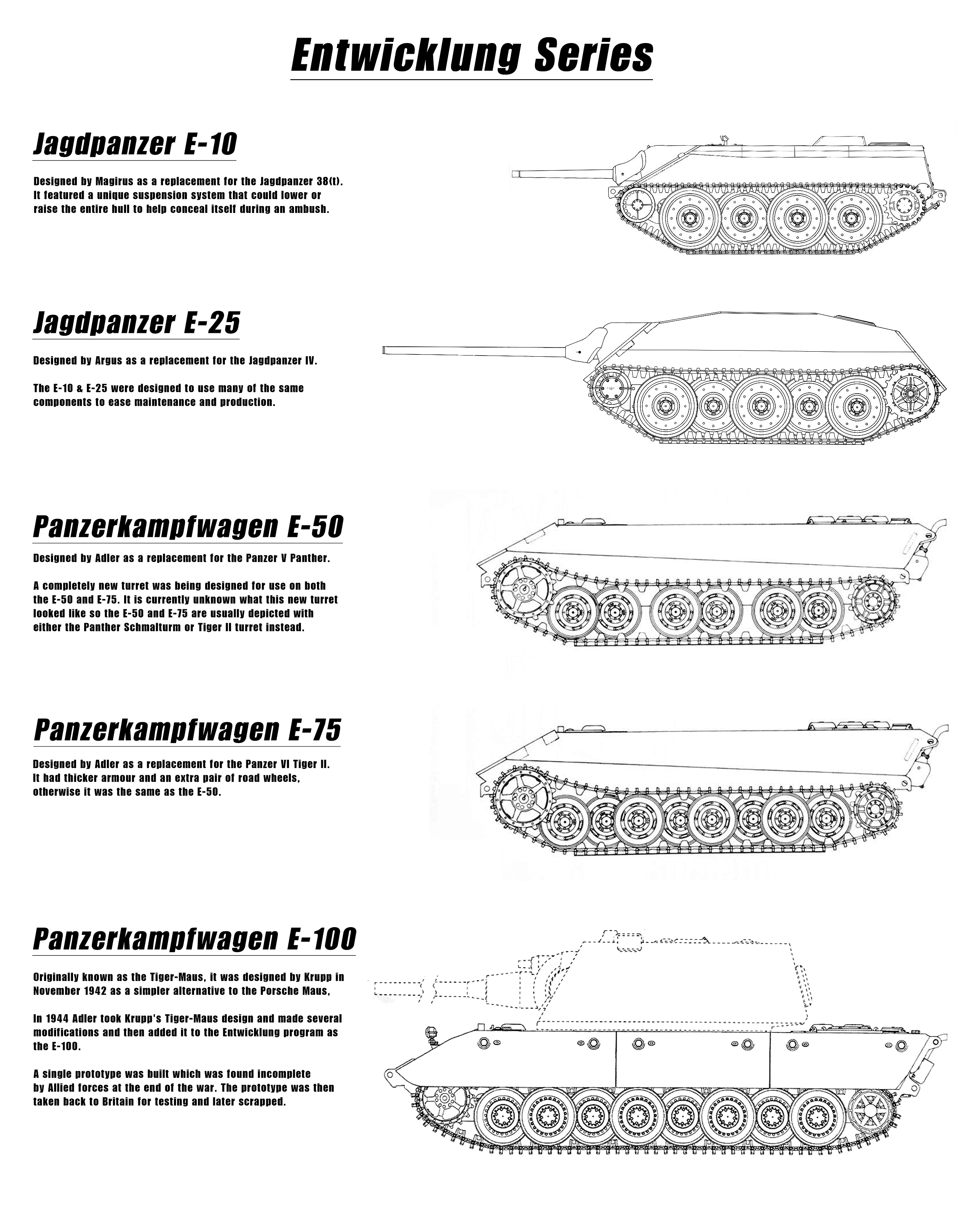
Vista de los componentes de la serie Entwicklung

La serie Entwicklung (del alemán Entwicklung, "desarrollo"), también conocido como "Serie E" o  "E-Series", fue un intento de la Alemania nazi al final de la Segunda Guerra Mundial de producir una serie estandarizada de diseños de tanques. Habrían diseños estándar para seis clases de pesos distintos, a partir de los cuales se desarrollarían otras variantes especializadas para cumplir distintos roles. Esto apuntaba a revertir la tendencia alemana de producir diseños de tanques extremadamente complejos, lo cual contribuía a ralentizar la producción y a bajar la fiabilidad mecánica de los vehículos. 
Los diseños de la Serie E fueron simples, menos costosos de producir y más eficientes que sus predecesores, aunque su diseño solo ofreció algunas modestas mejoras en cuanto a blindaje y poder de fuego comparados con sus predecesores, a los cuales buscaban reemplazar, tales como el Jagdpanzer 38(t), Panther Ausf G o el Tiger II. La gran mayoría de los vehículos que componían la Serie E — incluyendo el E-75 — estarían equipados con lo que serían esencialmente las mismas ruedas de acero de 88 cm que utilizaba el Tiger II en su suspensión, en un cierto grado de superposición (en una configuración similar a la de los modelos de producción del Tiger I-E y del Panther).

## E-5
El E-5 se suponía que pesaría entre 5 a 10 toneladas y formaría la base de una familia de tanques ligeros, vehículos de reconocimiento, una base donde crear cazacarros sin torreta al estilo del Jagdpanzer y transportes blindados de personal. Hasta ahora no hay evidencia en documentos oficiales que apoyen o nieguen la existencia de tal diseño, aunque potencialmente este sea un diseño que apareció después de la SGM.

## E-10
Se dice que el E-10 fue diseñado por la compañía Magirus Deutz AG, en ese entonces subsidiaria de la firma Klockner-Humboldt-Deutz (KHD), en la ciudad de Ulm, Alemania. Este proyecto fue desarrollado para reemplazar al Jagdpanzer 38(t), también conocido como Hetzer. Los diseños basados en este nuevo chasis rondaban entre las 10 a 25 toneladas, y utilizaban solo cuatro ruedas similares a las del Tiger II, completamente de acero y sobrepuestas, formando una suspensión de "oruga floja", es decir sin rodillos de retorno que tensaran la oruga y con un piñón de tracción trasera. Esta suspensión se basaba en arandelas de Belleville, las cuales simplemente se apernaban al chasis y podían ser fácilmente sustituidas para hacer reparaciones o para reemplazarlas. Este sistema de suspensión se utilizó en el Panzer 61, un tanque suizo de posguerra. El aspecto más interesante de esta suspensión es la posibilidad de bajar la altura del chasis al rotar los puntos de pivote de las unidades de suspensión a través de manivelas operadas por actuadores hidráulicos. Esto reducía la altura de los vehículos desde 176 cm a 140 cm.
La intención fue crear varios cazacarros livianos en reemplazo del Jagdpanzer 38(t), junto con una nueva familia de Waffenträger (literalmente "porta-cañón"), armados con cañones antitanques pesados. El diseño fue abandonado en favor de un Jagdpanzer 38(t) rediseñado y alargado, utilizando partes alemanas en contraste con las partes checas que utilizaba el Jagdpanzer 38(t). Este nuevo diseño se llamó PzKpfw 38 D (Panzerkampfwagen 38 D) donde la D significa deutsch, y se traduce como "alemán". Algunas fuentes mencionan este modelo como el PzKpfw 38(d) pero esto hubiese indicado que se trataba de un diseño danés y no de un diseño alemán. 

## E-25
El E-25 y sus diseños derivados, en el rango de las 25 a 50 toneladas, serían los reemplazos de todos los diseños basados en el Panzer III y Panzer IV, con el esfuerzo en conjunto de Alkett, Argus, Adler y Porsche. Esta familia hubiese incluido vehículos de reconocimiento medios, Jagdpanzer medios (cazacarros) y Waffenträger pesados ("porta-cañón"), utilizando 5 ruedas de 88 cm como las utilizadas en el Tiger II, aunque más anchas, dispuestas de forma similar a las de la suspensión del E-10, también sin rodillos de retorno ("oruga floja") y un piñón de tracción trasera. Como cañón principal, el E-25 hubiese montado un cañón de 7,5 cm KwK 42 L/70 en su torreta principal y posiblemente una ametralladora en una torreta secundaria.

## E-50Standardpanzer Kaninchen
El E-50 Standardpanzer fue diseñado con el propósito de ser el tanque medio estándar, reemplazando al Panther y al Tiger I, junto con todos sus diseños derivados. El chasis del E-50 sería más largo que el del Panther, de hecho era prácticamente idéntico al del Königstiger (Tiger II) en cuanto a sus dimensiones, excepto en la configuración del glacis. Comparado a estos diseños anteriores, la cantidad de perforaciones y mecanizado requerido para producir los Standardpanzer se reducía dramáticamente, permitiendo así una producción más rápida, fácil y barata, sumando esto al propuesto sistema de suspensión cónica, utilizando arandelas de Belleville, reemplazando así la suspensión de barras de torsión de los diseños anteriores, las cuales requerían una aleación de acero especial.
Otras fuentes señalan que una variante de la torreta Schmalturm diseñada para el Panther Ausf. F, también hubiese sido instalada en este blindado, equipada con una variante del cañón de 8,8 cm KwK 43 L/71.
Como lo indica su nombre, el peso del E-50 hubiese estado dentro del rango de 50 y 75 toneladas. El motor sería un Maybach HL 234 mejorado con una potencia de 900 hp. Se esperaba que su velocidad máxima fuese de 60 km/h.

## E-75Standardpanzer
El E-75 Standardpanzer fue diseñado con el objetivo de ser el tanque pesado estándar, reemplazando al Tiger II y al Jagdtiger. El E-75 hubiese sido fabricado en las mismas líneas de producción que el E-50, y ambos vehículos hubiesen compartido varios componentes, incluyendo el motor Maybach HL 234. Como su nombre lo indica, este vehículo hubiese pesado alrededor de 75 toneladas, reduciendo su velocidad máxima a aproximadamente 40 km/h. Para contrarrestar un poco del peso aumentado, la suspensión del E-75 tendría una configuración un poco distinta a la del E-50, con un espaciado diferente de los bojes y con un par extra añadido a cada lado, aumentando la longitud de contacto entre las orugas y el suelo.
Según algunas fuentes, existieron aún más semejanzas entre el E-50 y el E-75; ambos serían equipados con la misma torreta y cañón junto con un telémetro óptico para mejorar la puntería a largas distancias. Se cree que los ingenieros y científicos alemanes diseñaron un sistema de mirillas e iluminación infrarrojo, el cual sería montado en la torreta Schmalturm, como también en el Panther Ausf. F casi al terminar la guerra.

## E-100

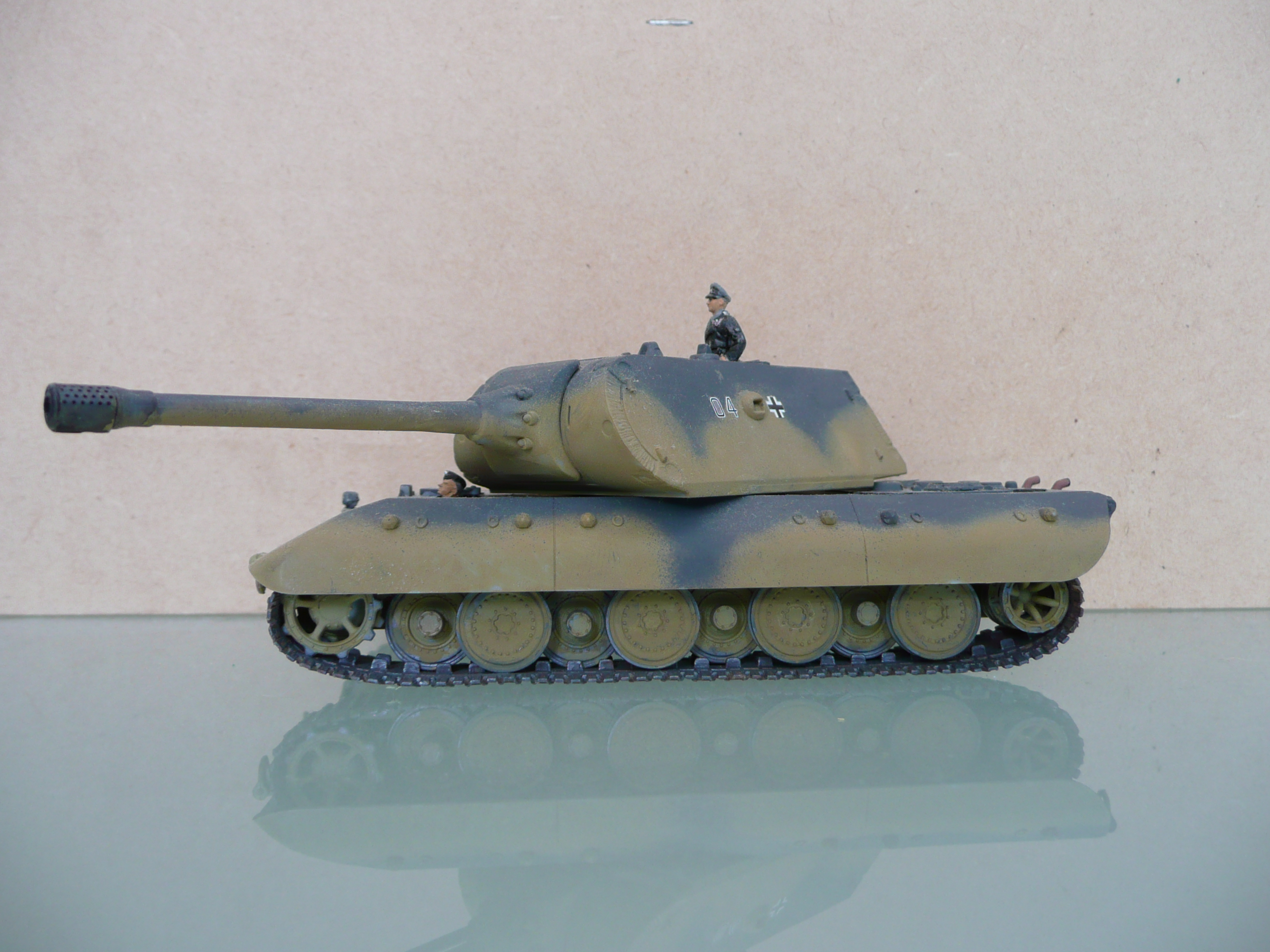
Un modelo a escala 1:72 del E-100

El diseño más cercano al E-100 era el Tiger-Maus. El Tiger-Maus nunca fue construido, pero utilizaría componentes del Tiger II y la torreta del Maus. 
El E-100 sería un tanque superpesado diseñado como reemplazo del Maus diseñado por Porsche, que en ese entonces solo se encontraba en la etapa de prototipo. El desarrollo y construcción de un prototipo del E-100 comenzó en 1944 pero fue abandonado después de que Adolf Hitler ordenara un alto en el desarrollo del Maus.
Sólo se alcanzó a completar el chasis. Este fue llevado al Reino Unido donde fue evaluado y posteriormente desguazado. 
La torreta del E-100 hubiese sido la que montaría el Maus II, una mejora propuesta para el Maus. Hubiese estado equipada con un cañón de 12,8 cm KwK 44 L/55. 
Según algunas fuentes, el E-100 opcionalmente podría montar el cañón de 15 cm KwK 44 L/38.También incluía una versión Jagdpanzer, el Jagdpanzer E 100, a fin de tener un cazacarros superpesado.

## Desarrollo de posguerra
Después de la guerra, Francia diseñó y construyó la serie de blindados AMX-50, la cual estaría equipada con un motor Maybach de 1000 hp con un piñón de tracción trasera, tal como se había planeado para los blindados E-50 y E-75. 
El concepto de la suspensión cónica que utilizaba arandelas de Belleville, también desarrollada para la serie Entwicklung fue adoptada en el Panzer 61, un tanque suizo de posguerra.